# Gray Summit
Gray Summit és una concentració de població designada pel cens dels Estats Units a l'estat de Missouri. Segons el cens del 2000 tenia 2.640 habitants.

## Demografia
Segons el cens del 2000, Gray Summit tenia 2.640 habitants, 953 habitatges, i 739 famílies. La densitat de població era de 137,2 habitants per km².
Dels 953 habitatges en un 37,5% hi vivien nens de menys de 18 anys, en un 64,3% hi vivien parelles casades, en un 8,4% dones solteres, i en un 22,4% no eren unitats familiars. En el 17,3% dels habitatges hi vivien persones soles el 5,9% de les quals corresponia a persones de 65 anys o més que vivien soles. El nombre mitjà de persones vivint en cada habitatge era de 2,77 i el nombre mitjà de persones que vivien en cada família era de 3,12.
Per edats la població es repartia de la següent manera: un 27,8% tenia menys de 18 anys, un 8,1% entre 18 i 24, un 34% entre 25 i 44, un 21,2% de 45 a 60 i un 9% 65 anys o més.
L'edat mediana era de 35 anys. Per cada 100 dones de 18 o més anys hi havia 97 homes.
La renda mediana per habitatge era de 46.648 $ i la renda mediana per família de 53.875 $. Els homes tenien una renda mediana de 38.810 $ mentre que les dones 21.723 $. La renda per capita de la població era de 17.503 $. Entorn del 4,8% de les famílies i el 5,1% de la població estaven per davall del llindar de pobresa.

## Poblacions més properes
El següent diagrama mostra les poblacions més properes.